# Peligro
Peligro е вторият албум на колумбийската певица Шакира. Издаден е на 25 март 1993 г.

## Списък с песни
1. „Eres“ (You're) – 5:02
2. „Último Momento“ (Last Moment) – 4:56
3. „Tú Serás La Historia De Mi Vida“ (This Love Is The More Beauty Of The World) – 4:52
4. „Peligro“ (Danger) – 4:39
5. „Quince Años“ (Fifteen) – 3:30
6. „Brujería“ (Witchcraft) – 4:08
7. „Eterno Amor“ (Endless Love) – 4:47
8. „Controlas Mi Destino“ (You Control My Destiny) – 4:36
9. „Este Amor Es Lo Más Bello Del Mundo“ (This Love Is The Most Beautiful Love In The World) – 4:20
10. „1968“ – 4:44